# دارکوب‌های زمینی آسیا
دارکوب‌های زمینی آسیا یا دارکوب‌های کوچک جنوب آسیا (نام علمی: Gecinulus) یک سرده از پرندگان خانواده دارکوبان است. این سرده در جنوب و جنوب شرق آسیا یافت می‌شود.
این سرده سه گونه دارد.